# Ny Eridani
Ny Eridani, (ν Eridani, förkortat Ny Eri, ν Eri) som är stjärnans Bayerbeteckning, eller 48 Eridani, är en ensam stjärna belägen i den nordöstra delen av stjärnbilden Eridanus. Den har en genomsnittlig skenbar magnitud på 3,93 och är synlig för blotta ögat där ljusföroreningar ej förekommer. Baserat på parallaxmätning inom Hipparcosuppdraget på ca 6,3 mas, beräknas den befinna sig på ett avstånd på ca 520 ljusår (ca 160 parsek) från solen.

## Egenskaper
Ny Eridani är en blå till vit jättestjärna av spektralklass B2 III. Den har en massa som är ca 9,3 gånger så stor som solens massa, en radie som är ca 6,1 gånger större än solens och utsänder från dess fotosfär ca 7 900 gånger mera energi än solen vid en effektiv temperatur av ca 22 000 K.
Ny Eridani är en pulserande variabel av SPB-typ och Beta Cephei-typ (BCEP). Den har en visuell magnitud som varierar 3,87-4,01 med en period av 0,173512221 dygn eller 4,1642933 timmar. Stjärnan visar minst fjorton pulsationsfrekvenser, med nio som också visar radialhastighetsvariationer.